# Samorząd Regionu Merom ha-Galil
Samorząd Regionu Merom ha-Galil (hebr. מועצה אזורית מרום הגליל) – samorząd regionu położony w Dystrykcie Północnym, w Izraelu.
Samorządowi podlegają tereny w centralnej części Górnej Galilei wokół góry Meron (1 208 m n.p.m.).

## Osiedla

### Kibuce
- Inbar
- Parod

### Moszawy
| - Alma - Amirim - Awiwim - Chazon - Dalton - Dowew - Kefar Choszen | - Kefar Szammaj - Kerem Ben Zimra - Meron - Szefer - Szezor - Tefachot |

### Wioski
| - Amukka - Bar Jochaj - Birijja - En al-Asad | - Kallanit - Kefar Chananja - Liwnim - Or ha-Ganuz - Richanijja |